# GREEN SPRINGS
GREEN SPRINGS（グリーンスプリングス）は、東京都立川市緑町みどり地区（立川駅北側）に立飛ホールディングス（立飛HD）が整備した複合施設。空と大地と人がつながる“ウェルビーイングタウン”として、2020年4月10日に開業した。

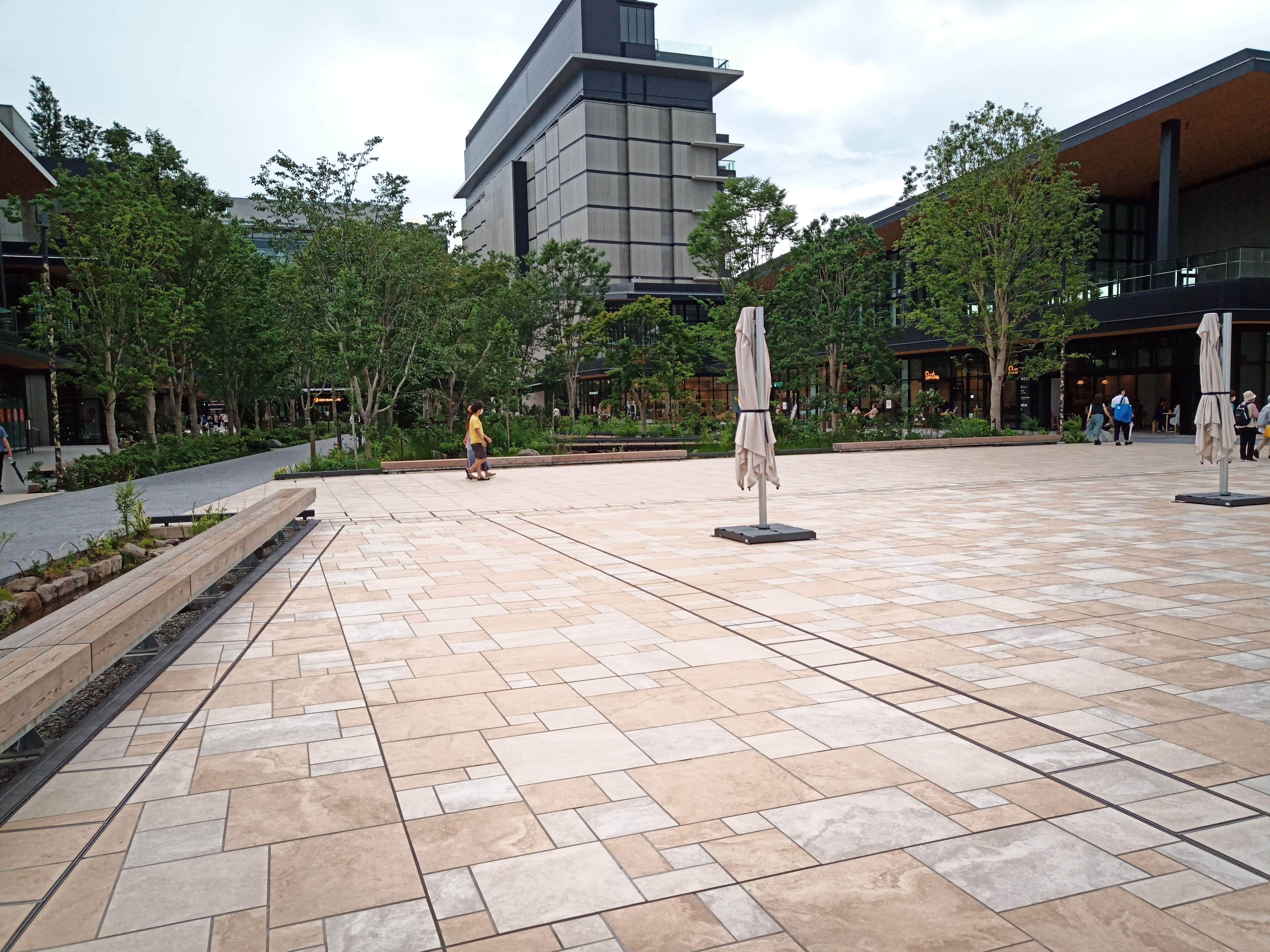
GREEN SPRINGSの商業施設

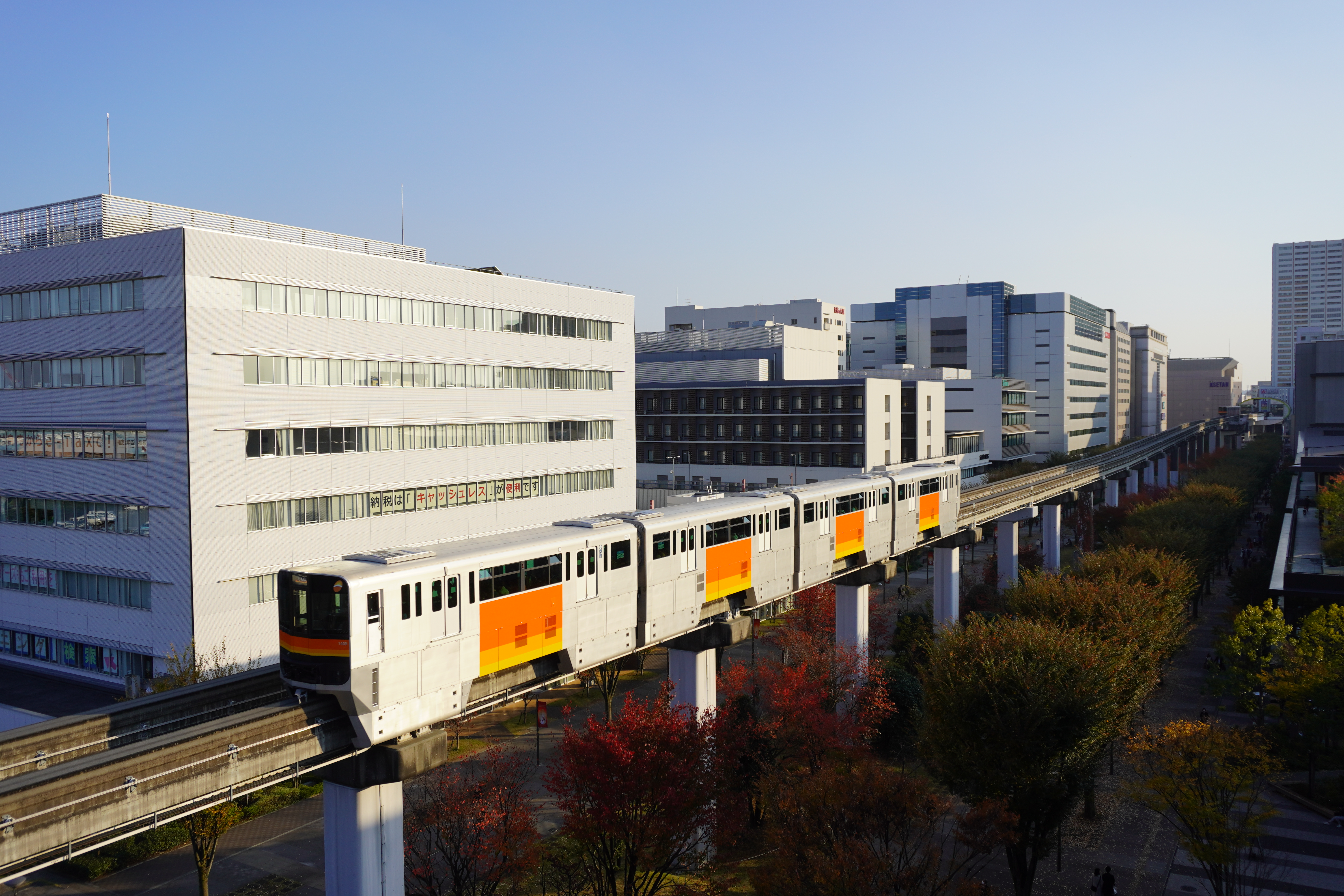
GREEN SPRINGSからの眺望

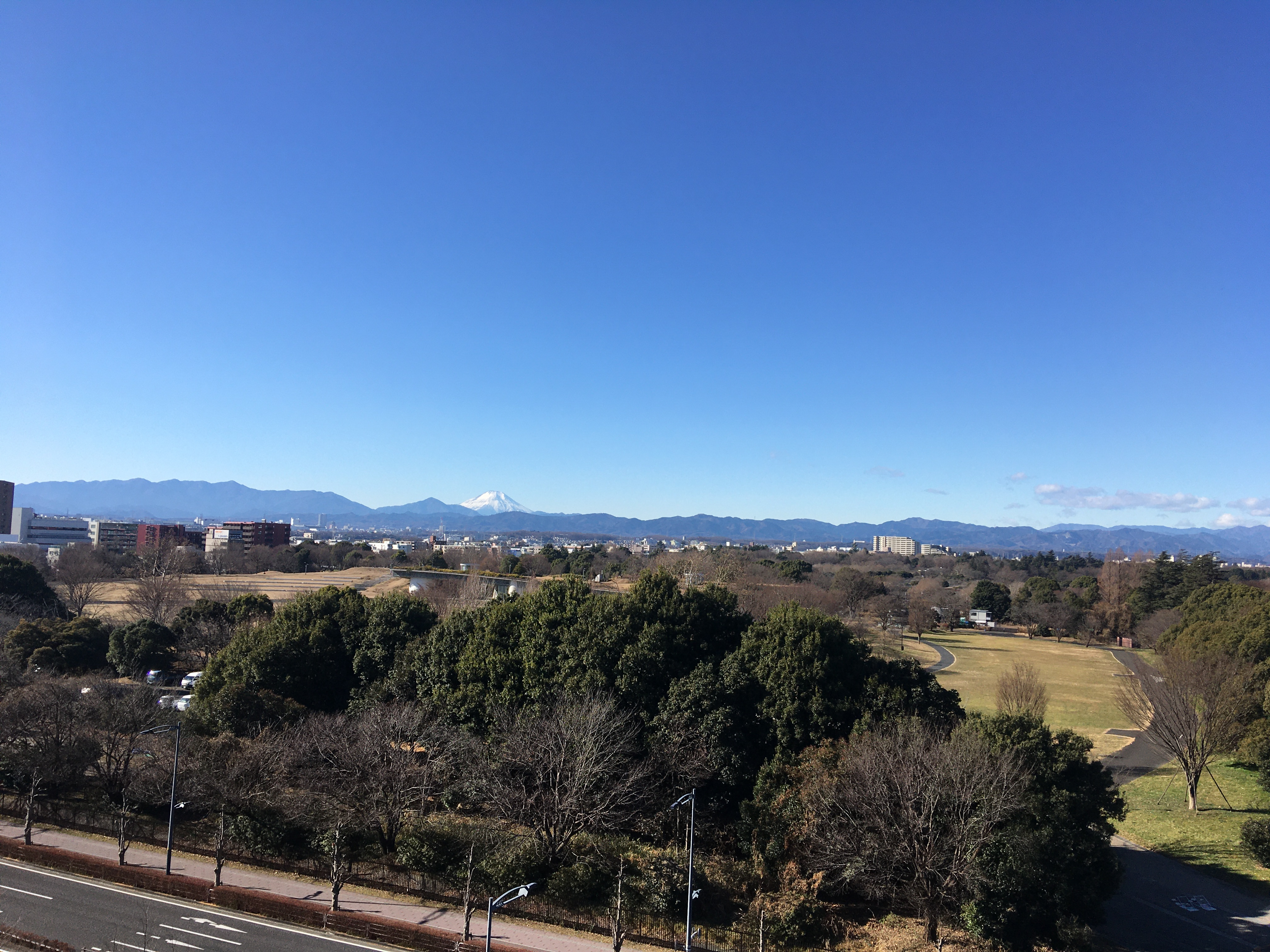
GREEN SPRINGSからの国営昭和記念公園と富士山

## 概要
在日米軍立川基地跡地である国営昭和記念公園と多摩都市モノレール線の間に位置する南北約400m・東西約100mの敷地に計画された複合施設である。
施設は1階に駐車場を集約し、人工地盤となる2階レベルに街区の中心的存在となる緑豊かな広場を計画。広場を囲むように機能ごとに分節された8つの施設を配置し、延床面積は約76,000平方メートル。各施設と広場との機能連携を促進するため、それぞれの施設にテラスやギャラリー等の縁側的な空間が設けられ、開口部には折れ戸や引き違い窓を多く用い、屋内外が一体的に利用できる計画となっている。
街区全体のデザインは、立川の歴史と未来が交差 (cross) する場所という意味を込めて「X」型の街路を中心とし、立川飛行場の滑走路をモチーフとした長さ約120ｍカスケード（階段状の滝）で街路と多機能ホール屋上をつなぐ。マスターデザインアーキテクトはスタジオタクシミズ、マスターデザインランドスケープアーキテクトはランドスケープ・プラスが担当した。2022年に日本建設業連合会主催の第63回BCS賞を受賞。
施設内では、立飛が開発に関わったR-HM型軽飛行機が一般公開されている。

## 施設

### SORANO HOTEL
全客室は52㎡以上の広さを有し、国営昭和記念公園の四季の風景を眺められることが特徴。最上階には屋外プールやバーを備え、新街区の広場と直結する2階にはロビーとレストラン、10階にはジムとサウナを設置した。インテリアデザインは、フランス出身のデザイナー、グエナエル・ニコラが手掛けた。

### TACHIKAWA STAGE GARDEN
多摩地区では、初となる民間企業が運営する多目的ホール。最大収容人員は八王子市民会館を上回る約3000人。

### 多摩信用金庫本店
曙町の3カ所に分かれていた多摩信用金庫の本店、Winセンター、本部機能を9階建ての新本店に移転集約した。1階に貸金庫、ATM、「たましん美術館」、屋内駐車場、2階に本店ロビー、「すまいるプラザ」、3階には事業支援施設の「Winセンター」を配置。4～9階には本部が入る。
たましん美術館
本店1階に併設の美術館は、展示室の広さは207㎡。同金庫が1950年代から収集してきた「日本近代美術」「東洋古陶磁」「多摩の作家」に関する所蔵品約5000点を順次、展示する。管理運営はたましん地域文化財団。

### その他
飲食、物販、サービス、保育園、サテライトスタジオなどがテナントとして入居する。